# 埃克雷姆·伊马姆奥卢逮捕行动
2025年3月19日，伊斯坦布尔市长埃克雷姆·伊马姆奥卢因涉嫌贪污、敲诈勒索、贿赂、洗钱和支持恐怖主义（特别是库尔德工人党）而被土耳其警方逮捕。对伊马姆奥卢和其他100多人的逮捕行动引发了广泛的抗议和示威。

## 背景
自2024年11月起，总统雷杰普·塔伊普·埃尔多安针对反对派的清洗行动愈演愈烈。2025年3月18日，伊斯坦布尔大学以违规为由取消了伊马姆奥卢的学位。由于土耳其总统候选人必须持有大学学位，这将有效阻止他竞选总统。该决定是在反对党即将提名他为候选人之前几天做出的。